# Municipio de Los Cerrillos

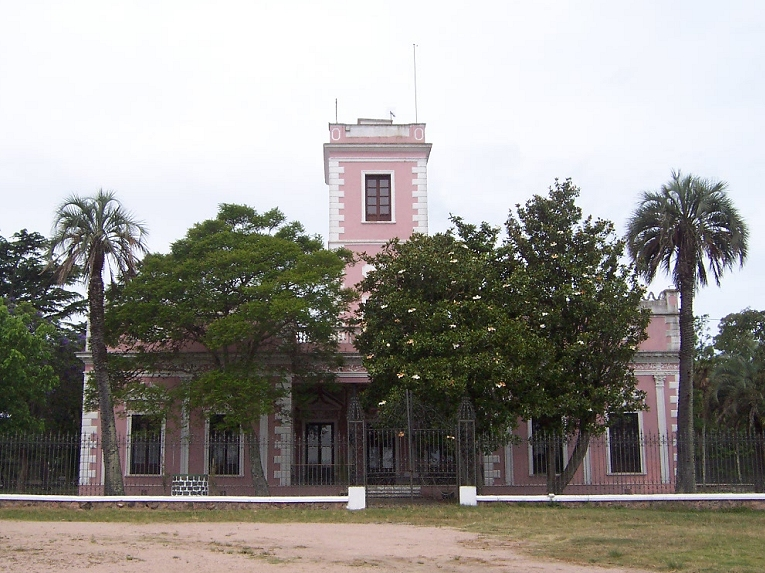
Casa de Máximo Tajes, ubicada junto al río Santa Lucía, cerca de la ciudad de Los Cerrillos.

El Municipio de Los Cerrillos es uno de los municipios del departamento de Canelones, Uruguay. Tiene como sede la ciudad homónima.

## Ubicación
El municipio se encuentra localizado en la zona oeste del departamento de Canelones. Limita al norte con el municipio de Aguas Corrientes, al este con los municipios de Canelones y Progreso, al sureste con el municipio de La Paz y el departamento de Montevideo, y al oeste con el departamento de San José.

## Características
El municipio fue creado por ley 18.653 del 15 de marzo de 2010, y forma parte del departamento de Canelones. Su territorio comprende a los distritos electorales CCA y CEB de ese departamento. 
Se trata de una zona cuyas principales actividades económicas son la lechería y la hortofruticultura.
Según la intendencia de Canelones, el municipio cuenta con una población de 7369 habitantes, representando el 1.5% de la población total del departamento. El 68.3% de dicha población corresponde a habitantes afincados en el medio rural.
Su superficie es de 264 km².
Forman parte de este municipio las siguientes localidades:
- Los Cerrillos
- Campo Militar
- Sofía Santos
- Las Brujas
- Parador Tajes

## Autoridades
Las autoridades del municipio son el alcalde y cuatro concejales.
| Nº  | Alcalde            | Partido             | Inicio del mandato      | Fin del mandato         | Observaciones                                       | Concejales                                                                         |
| --- | ------------------ | ------------------- | ----------------------- | ----------------------- | --------------------------------------------------- | ---------------------------------------------------------------------------------- |
| 1er | Rosa María Imoda   | Partido Nacional PN | 2010                    | julio de 2015           | Alcaldesa elegida                                   |                                                                                    |
| 2°  | Rosa María Imoda   | Partido Nacional PN | julio de 2015           | 26 de noviembre de 2020 | Alcaldesa reelegida                                 | Ignacio Tejera (PN) Javier Abreu (PN) Marcela Acosta (FA) Ademar Cardozo (FA)      |
| 3er | Rodrigo Roncio     | Frente Amplio FA    | 27 de noviembre de 2020 | 18 de marzo de 2024     | Alcalde elegido. Renuncia al cargo                  | María Garrido (FA) Antonio Van Velthoven (FA) José Nuñez (PN) Claudia Felipez (PN) |
| 4°  | Alfredo Modernelli | Frente Amplio FA    | 19 de marzo de 2024     |                         | Alcalde titular tras la renuncia al cargo de Roncio | María Garrido (FA) Antonio Van Velthoven (FA) José Nuñez (PN) Claudia Felipez (PN) |